# متفق عليه
الحديث المتفق عليه: هو حديث نبوي أخرجه الشيخان (البخاري ومسلم) بنفس المتن والسند، ولو اشتركا في الصحابي فقط, وليس معنى متفق عليه أن الرواة اتفقوا في لفظ الحديث ومعناه، فقد يكون الحديث ورد بألفاظ مختلفة ولكن المهم هو اتفاق في المعنى 
وأما إذا روى البخاري متنًا من طريق أبي هريرة - مثلاً - ، ورواه مسلم من طريق أنس فلا يقال هنا متفق عليه، بل يقال: أخرجه الشيخان.

## حكمه
الحديث المتفق عليه هو أعلی مراتب الحديث الصحيح. وحكمه وجوب العمل به، فهو حجة من حجج الشرع.

## روابط خارجية
- كتب الحديث في موقع الإسلام
- مكتبة مشكاة
- مكتبة صيد الفوائد
- لمحة عن تاريخ علم الحديث من إسلام أونلاين
- مكتبة الحديث النبوي الشريف